# 釧路東部ブレイズ
釧路東部ブレイズ（くしろとうぶブレイズ）は、釧路市の社会人達によって結成されたアイスホッケーのクラブチーム。旧・セトルブレイズ。

## 概要
釧路代表の社会人チームのひとつ。所属手には元実業団選手、元アジアリーグ選手などの実力ある選手で占め、彼等の指導を受けながらアジアリーグへのトライアウトを目指している若手選手の入部も多く、同市の強豪チーム釧路厚生社と双璧をなす実力チームである。
2005年から開催されたJアイス・ノース・ディビジョンや、北海道新聞杯の大会に参戦している。
2013-14シーズンより釧路東部ブレイズに改称。
2020年10月、関係者の新型コロナウイルス感染が確認された。

## 主な結果
- Jアイス・ノース・ディビジョン　優勝3回（2006-07、2008-09、2009-10）